# Yibin

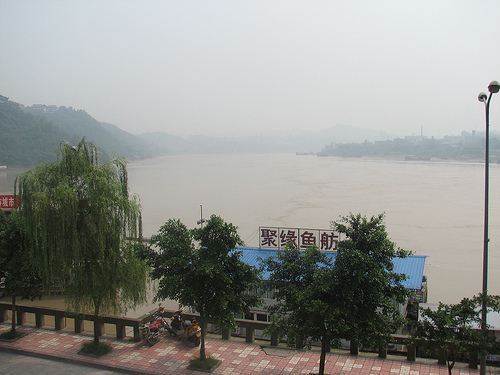
Der Yangtze in Yibin.

Yibin (chinesisch 宜賓市 / 宜宾市, Pinyin Yíbīn Shì) ist eine bezirksfreie Stadt im Südosten der südwestchinesischen Provinz Sichuan. Das Verwaltungsgebiet Yibins hat eine Fläche von 13.294 km² und 4.588.804 Einwohner (Stand: Zensus 2020). Beim Zensus im Jahre 2010 waren noch 4.471.896 Einwohner gezählt worden. In dem eigentlichen städtischen Siedlungsgebiet von Yibin leben 1.100.737 Menschen (Stand: Zensus 2020).

## Geographie
Yibin grenzt im Westen an den Autonomen Bezirk Liangshan der Yi und die Stadt Leshan, im Norden an die Stadt Zigong und im Osten an die Stadt Luzhou. Die südliche Grenze des Verwaltungsgebiets von Yibin ist zugleich die Grenze zur Provinz Yunnan, in der hier die Stadt Zhaotong liegt. Yibin erstreckt sich von 27° 50′ bis 29° 16′ n. Br. und von 103° 36′ bis 105° 20′ ö.L. Die größte Ost-West-Ausdehnung beträgt 153,2 km, die größte Nord-Süd-Ausdehnung 150,4 km. In Yibin fließt der Min Jiang als wasserreichster Nebenfluss mit dem Jangtsekiang zusammen, der vor dem Zusammenfluss noch den Namen Jinsha Jiang trägt. Die verbleibende Länge des Jangtsekiang, der hier zugleich in das Sichuan-Becken eintritt, bis zum Meer ist ungefähr 2900 km. Yibin liegt 243 m hoch.

## Administrative Gliederung
Auf Kreisebene setzt sich Yibin aus zwei Stadtbezirken und acht Kreisen zusammen. Diese sind (Stand: Zensus 2020):
- Stadtbezirk Cuiping (翠屏区), 1.410 km², 887.359 Einwohner, Zentrum, Sitz der Stadtregierung;
- Stadtbezirk Nanxi (南溪区), 531 km², 332.796 Einwohner, Hauptort: Großgemeinde Nanxi (南溪镇);
- Kreis Yibin (宜宾县), 3.034 km², 938.157 Einwohner, Hauptort: Großgemeinde Baixi (柏溪镇);
- Kreis Jiang’an (江安县), 947 km², 424.470 Einwohner, Hauptort: Großgemeinde Jiang’an (江安镇);
- Kreis Changning (长宁县), 943 km², 327.904 Einwohner, Hauptort: Großgemeinde Changning (长宁镇);
- Kreis Gao (高县), 1.323 km², 380.893 Einwohner, Hauptort: Großgemeinde Qingfu (庆符镇);
- Kreis Junlian (筠连县), 1.199 km², 332.805 Einwohner, Hauptort: Großgemeinde Junlian (筠连镇);
- Kreis Gong (珙县), 1.147 km², 339.200 Einwohner, Hauptort: Großgemeinde Xunchang (巡场镇);
- Kreis Xingwen (兴文县), 1.377 km², 380.036 Einwohner, Hauptort: Großgemeinde Gusong (古宋镇);
- Kreis Pingshan (屏山县), 1.508 km², 245.184 Einwohner, Hauptort: Gemeinde Xinfa (新发乡).

## Geschichte
Das Gebiet des heutigen Yibin lässt sich schon vor mehr als 2000 Jahren als ein Kreis namens Bódào (僰道县) nachweisen. Es ist nicht ganz eindeutig, ob der Kreis schon während der Qin- oder erst während der Westlichen Han-Dynastie gegründet wurde, aber gesichert ist, dass er im Jahre Jianyuan 6 des Kaisers Han Wudi, also 135 v. Chr., zur Präfektur Qiánwéi (犍为郡) gehörte. Im Jahre Datong 10 des Kaisers Liang Wudi, also 544 n. Chr. wurde auf dem Gebiet des heutigen Yibin der Verwaltungsbezirk Róngzhōu (戎州) gegründet. Zur Zeit der Nördlichen Zhou kam dann noch der Kreis Wàijiāng (外江县) hinzu, der während der Sui-Dynastie seinen alten Namen, Bódào, zurückerhielt. Im Jahre Zhenghe 4 der Nördlichen Song, also 1114, wurde Róngzhōu in Xùzhōu (叙州) und der ihm unterstehende Kreis Bódào in Yíbīn (宜宾县) umbenannt. Bis zum Ende der Qing-Dynastie hieß das Gebiet der heutigen Stadt Yibin, mit Ausnahme der Kreise Jiang'an und Pingshan, Xùzhōu.
Das blieb auch in den ersten Jahren der Republik (ab 1912) so, bis nach mehreren Verwaltungsreformen im Juni 1935 die Provinz Sichuan in 18 Verwaltungsbezirke (行政督察区) aufgeteilt wurde und Yibin der sechste davon wurde. Nur der heutige Kreis Pingshan gehörte damals noch zum fünften Verwaltungsbezirk. Nach der Befreiung, die hier erst am 11. Dezember 1949 stattfand, wurde Yibin im Januar 1950 dem Verwaltungsgebiet Süd-Sichuan unterstellt. Im März 1957 wurde der Kreis Pingshan, der zum Bezirk Leshan gehört hatte, Yibin unterstellt. Im Juli 1960 wurde der gesamte Bezirk Luzhou in den Bezirk Yibin (宜宾专区) aufgelöst, der nun aus zwei kreisfreien Städten und 16 Kreisen bestand. Im April 1978 wurde der Bezirk Yibin in den Regierungsbezirk Yibin (宜宾地区) umgewandelt und gleichzeitig der Kreis Longchang, der vor 1960 zu Luzhou gehört hatte, herausgelöst und dem Regierungsbezirk Neijiang unterstellt. Im März 1983 wurde noch der Kreis Fushun, früher ebenfalls Teil Luzhous, an die Stadt Zigong abgegeben. Gleichzeitig wurde die kreisfreie Stadt Luzhou in den Rang einer bezirksfreien Stadt erhoben und damit vom Regierungsbezirk Yibin abgetrennt. Von Juni 1983 bis Juni 1985 wurden dann alle noch verbliebenen Kreise Luzhous wieder aus Yibin herausgetrennt und der neuen Stadt Luzhou zugeschlagen. Zurück blieb exakt das Verwaltungsgebiet des heutigen Yibin. Am 5. Oktober 1996 beschloss der Staatsrat der VR China, den Regierungsbezirk Yibin und die kreisfreie Stadt Yibin aufzulösen, auf dem Verwaltungsgebiet des ehemaligen Regierungsbezirks die neue, bezirksfreie Stadt Yibin und auf dem Verwaltungsgebiet der ehemaligen kreisfreien Stadt den Stadtbezirk Cuiping zu errichten.

## Kultur
Die im Stadtgebiet gelegenen Alte Gebäude auf dem Zhenwu Shan (Daoistischer Tempel aus der Ming-Dynastie u. a.) (真武山古建筑群, Zhenwǔshān gǔ jiànzhùqún), die Huangsan-Felsgräber (黄伞崖墓群, Huángsǎn yámùqún), die Shichengshan-Felsgräber aus der Song- bis Ming-Zeit (石城山崖墓群, Shíchéng shān yámùqún), die Xuanluo-Halle (旋螺殿, Xuánluó diàn) und der Ehemalige Sitz der Chinesischen Architekturgesellschaft (中国营造学社旧址, Zhōngguó yíngzào xuéshè jiùzhǐ) stehen auf der Liste der Denkmäler der Volksrepublik China.

## Persönlichkeiten
- Jung Chang (* 1952), Schriftstellerin
- Zou Jingyuan (* 1998), Turner